# Louis Scutenaire
Louis Scutenaire, (ur. 29 czerwca 1905 w Ollignies, zm. 15 sierpnia 1987 w Brukseli), pisarz i poeta belgijski, tworzący w języku francuskim, jeden z czołowych przedstawicieli surrealizmu belgijskiego.
Od 1916 roku pisał wiersze. W 1918 roku rozpoczął naukę, lecz był usuwany z kolejnych placówek oświatowych. W 1919 roku zapadł poważnie na zdrowiu i przechodził długą rekonwalescencję. W 1924 r. podjął studia na Wydziale Prawa Université Libre de Bruxelles
W 1926 roku spotkał Paula Nougé, któremu przesłał swe wiersze. Następnie poznał Camille'a Goemansa, René Magritte'a, E.L.T. Mesensa oraz rozpoczął współpracę artystyczną z surrealistami belgijskimi. W 1928 r. poznaje Irène Hamoir, którą poślubia w 1930 roku. 
Studia prawnicze ukończył z tytułem doktora. Interesował się żywo wieloma zagadnieniami z dziedziny prawa, jednak nie przestawał zajmować się literaturą i sztuką. Wraz z żoną udawał się często w podróż do Paryża, gdzie spotykał się i dyskutował z surrealistami i artystami powiązanymi z ich środowiskiem (byli to m.in. André Breton, René Char, Benjamin Péret, Marcel Duchamp, Pablo Picasso, Miro. w  1937roku spędził całe lato u René Chara, w Céreste (Prowansja).
W maju 1940 roku małżeństwo Scutenaire'ów wyjechało do Francji, najpierw do Paryża, później do Bordeaux. Do Brukseli powrócili po sześciu miesiącach. W czasie pobytu we Francji spotkali się z wieloma osobistościami ze świata kultury, m.in. z André Gide'em. W  1941 roku Scutenaire został powołany na stanowisko zastępcy doradcy w belgijskim Ministerstwie Spraw Zagranicznych. Funkcję tę sprawował do 1970 roku. 
W maju 1943 zaczyna spisywać swe "zapiski". Drugi tom zapisków miał się ukazać w 1948 roku, jednak wydawca zażądał usunięcia kilku fragmentów, które uznał za kontrowersyjne. Scutenaire odmówił "okrojenia" dzieła. Dlatego ukazało się ono dopiero trzydzieści lat później, w 1976  (pt. Mes inscriptions).
W 1948 napisał komentarz do paryskiej wystawy skandalizujących prac malarskich Magritte'a. Rozpoczął również współpracę z wieloma znaczącymi belgijskimi pismami o profilu artystycznym (m.in. Les Lèvres nues Marcela Mariëna, Le Vocatif Toma Gutta). Pisał wiele opracowań i przedmów.